# Kościół św. Andrzeja Boboli w Kosobudach
Kościół św. Andrzeja Boboli – rzymskokatolicki kościół w Kosobudach, pierwotnie cerkiew unicka, a po likwidacji unickiej diecezji chełmskiej prawosławna.

## Historia
W Kosobudach istniała parafia unicka, którą w 1874, w ramach likwidacji unickiej diecezji chełmskiej, przymusowo przemianowano na placówkę prawosławną. Użytkowana przez nią świątynia została wzniesiona w latach 1842–1848 z fundacji Ordynacji Zamojskiej. W 1870 została odremontowana.
Świątynia kosobudzka została przekazana katolikom jeszcze przed odzyskaniem niepodległości przez Polskę. Władze okupacyjne austro-węgierskie uznały za zasadne oddanie obiektu katolikom, którzy byli w miejscowości w zdecydowanej większości (prawosławnych pozostało po bieżeństwie jedynie 10%). Rekoncyliacja budynku miała miejsce 28 lipca 1918. W kolejnych latach odsetek prawosławnych w Kosobudach wzrósł do 20%, co jednak nie wpłynęło na kwestię własności świątyni; w 1923 prawosławni bezskutecznie ubiegali się o jej odzyskanie. 26 lutego 1919 biskup lubelski Marian Leon Fulman erygował w Kosobudach parafię łacińską. Kierujący nią proboszcz prowadził szeroko zakrojoną działalność misyjną
Szczególną czcią w okresie międzywojennym był w kościele otaczany obraz Matki Bożej Kosobudzkiej. Wizerunek ten uległ zniszczeniu w czasie pożaru kościoła podczas II wojny światowej (25 lipca 1944 budowla spłonęła od pocisku armatniego). 6 czerwca 1943 okupanci niemieccy wywieźli do obozu koncentracyjnego na Majdanku 120 mężczyzn wyciągniętych z kościoła.
W latach 1944–1948 kościół w Kosobudach został odbudowany. Po zakończeniu prac ponownie poświęcił go 16 maja 1948 biskup lubelski Stefan Wyszyński. Przez kolejne dziewięć lat trwał remont dachu.

## Architektura
Kościół w Kosobudach jest budowlą murowaną, jednonawową. Pierwotnie był to obiekt dwuwieżowy, jednak w czasie odbudowy w latach 40. XX wieku zostały one ostatecznie usunięte. Zmieniono wówczas także formę wejścia, dachu i chóru, dobudowano natomiast zakrystię. W kościelnej nawie znajduje się sklepienie płaskie, natomiast w pomieszczeniu ołtarzowym zastosowano sklepienie kolebkowe. Ołtarz główny kościoła powstał w 1945. Znajdują się w nim wizerunek patrona kościoła oraz kopia obrazu Matki Bożej Kosobudzkiej.